# Diego Florentín
Diego Florentín (date de naissance inconnue et date de mort inconnue) était un joueur de football paraguayen. Il évoluait au poste de milieu de terrain.

## Biographie
En club, il évolue au River Plate Montevideo, dans le championnat d'Uruguay, et est l'un des rares joueurs paraguayens pendant mondial 1930 en Uruguay à évoluer dans un championnat étranger, bien qu'il ne joue pas un seul des deux matchs de son pays durant le tournoi, où son pays tombe dans le groupe D avec les États-Unis et la Belgique. Les Paraguayens finissent 2e de ce dernier groupe et ne passent pas le 1er tour de la compétition.